# 테아노 (철학자)
테아노(Θεανώ)는 B.C 5세기에 활동한 역사에 기록된 최초의 여성 수학자이다. 수학자 피타고라스의 아내로 알려져 있다.

## 생애
그녀는 피타고라스에게 전적인 후원을 하였던 당대 최고의 부자 밀로(Milo)의 딸이라고 알려져 있다. 밀로는 피타고라스에게 그의 이름을 딴 학교(Pythagorean School, 피타고라스 학회라고도 함)를 지어주었고, 그녀는 거기서 피타고라스의 제자로 입문하게 되었다. 그 뒤 그녀는 수제자로 발탁되었으며, 훗날 피타고라스의 아내가 되었다.
그들의 두 자녀는 훗날 피타고라스가 죽은 후에도 그를 따라 학교를 계속 운영하였다고 전해진다.

## 업적
테아노는 수학, 물리, 의학, 아동 심리학 등에 관한 저서를 남겼다. 특히 황금 분할의 법칙(the principle of the Gold Mean)의 정립은 가장 중요한 업적이라 할 수 있다. 그녀는 과학계에서 역사상 최초로 여성 수학자로 기록되었다.
피타고라스가 죽은 후에도 학교 운영을 계속 했는지 여부는 정확하게 기록된 바는 없지만 그녀는 수학자 겸 물리학자일 뿐만 아니라, 미래의 수많은 수학자들을 양성하는 기반을 마련하는 데 큰 기여를 하였음에 틀림없다.

## 기타
그녀와 피타고라스의 딸들 중 하나인 Damo(535~475 BC)는 그녀의 아버지가 한 연구, 정사면체, 정육면체의 구조뿐만 아니라 기하학 연구에 대한 저서를 출판하였다고 전해진다.